# Elisabeth Erdmann-Macke
Elisabeth Erdmann-Macke, née le 11 mai 1888 à Bonn et morte le 17 mars 1978 à Berlin, est une écrivaine allemande de textes biographiques et de mémoires, dans lesquelles elle raconte sa vie avec le peintre expressionniste August Macke, qui la peint plus de deux cents fois.

## Biographie
Elisabeth Gerhardt, surnommée Lisbeth, est née dans une riche famille de marchands de Bonn. Son père, Carl Gerhardt est le propriétaire d'une usine de matériel pharmaceutique. Sa mère vient d'Erfurt.
En 1903, Elisabeth rencontre August Macke à l'âge de seize ans, dans la rue de Meckenheimer à Bonn. Ils gardent tous les deux leur amour secret, mais sous le prétexte de représenter le frère d'Elizabeth, il devient un invité fréquent chez leurs parents. Lorsque son père tombe gravement malade en mai 1905, Elisabeth est envoyée chez une veuve d'officier à Berne, qui prend des jeunes filles en formation.
Le 5 octobre 1909, elle épouse August Macke. Il la représente peu après dans le Portrait aux pommes. Deux fils naissent de leur mariage. Une étroite amitié artistique lie August Macke à Franz Marc. Elisabeth Macke et Maria Marc deviennent également amies. Toutes deux peignent, mais renoncent à une carrière artistique en se consacrant à leur vie familiale.
Les deux couples se rencontrent dans le cercle du groupe d'artistes Blaue Reiter dans la maison de Gabriele Münter à Murnau. Ils se rendent visite et correspondent par courrier. Le 1er août 1914, August Macke est appelé au service militaire. Peu de temps après, il rejoint le front français, où il décède au combat le 26 septembre. Elisabeth ne reçoit le rapport officiel de décès de son régiment qu'un mois plus tard. En 1915, elle commence à raconter l'histoire de son amour et de son mariage, des épisodes de la vie familiale, des voyages et des rencontres avec les compagnons artistiques de son mari afin de « conserver une image de leur père » pour ses fils.
En 1916, elle épouse un ami d'école de Macke, le publicitaire Lothar Erdmann, avec qui elle a trois autres enfants. La famille s'installe à Berlin-Tempelhof en 1925. Son fils aîné Walter meurt en 1927 à l'âge de 17 ans des suites d'une scarlatine. En 1939, Lothar Erdmann est arrêté et assassiné dans le camp de concentration de Sachsenhausen. Elisabeth déménage le travail de Macke hors de son domicile berlinois et l'a ainsi sauvé de la destruction. Elle a des copies des lettres de Macke. Presque tous les originaux se perdent lors d'un bombardement de la maison en 1943.

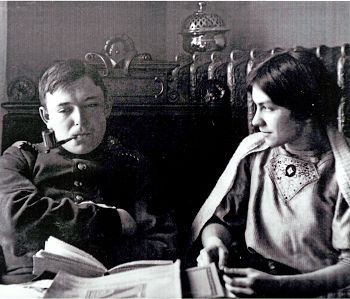
August Macke et Elisabeth Gerhard à Bonn en 1908

En 1948, Elisabeth Erdmann-Macke retourne à Bonn. Elle vit dans l'atelier d'August Macke jusqu'en 1975 et participe à la vie culturelle de la ville. Avec un essai de Lothar Erdmann, publié pour la première fois en 1928 dans une anthologie sous la direction d'Ernst Jünger, elle publie ses souvenirs d'August Macke en 1962 sous forme d'un livre.
Dans les années 1970, Elisabeth Erdmann-Macke écrit ses souvenirs de rencontres avec des personnalités importantes du monde de l'art, dont Robert et Sonia Delaunay, Leonel Feininger, Paul Hindemith, Wassily Kandinsky, Paul et Lily Klee, Franz et Maria Marc, Paul Magar, Herwarth Walden et Mary Wigman. Ce n'est qu'en 2009 que les 110 manuscrits, intitulés Begegnungen (Rencontres), sont publiés pour la première fois dans un livre. Avec les journaux intimes et la correspondance d'Elisabeth Erdmann-Macke et de sa famille conservés entre 1905 et 1978, les manuscrits se trouvent dans les archives de la maison d'August Macke.
Elisabeth Erdmann-Macke passe les deux dernières années de sa vie à Berlin avec ses enfants issus du mariage avec Lothar Erdmann. Elle meurt en 1978, à près de 90 ans.

## Source
- (de) Cet article est partiellement ou en totalité issu de l’article de Wikipédia en allemand intitulé « Elisabeth Erdmann-Macke » (voir la liste des auteurs).